# Ngón chân lạc đà
Ngón chân lạc đà bắt nguồn từ tiếng Anh, camel toe hay cameltoe là một từ lóng nói về hình ảnh âm hộ của người phụ nữ lộ ra khi người đó mặc quần bó sát. Từ chỗ là một vấn đề mắc lỗi trang phục nghiêm trọng, ngón chân lạc đà đã trở thành một xu hướng cuốn hút rộng khắp. Ngón chân lạc đà dần được nhìn nhận là hình ảnh nổi bật nhất trong giới showbiz, những người nổi tiếng không còn xem đó là sự cố ăn mặc nữa. Trước đó đã có một thời gian dài ngực là hình ảnh thống trị tối cao trong việc hấp dẫn giới tính nhưng ngón chân lạc đà đang dần thay thế và hiện đang chiếm lĩnh Instagram.

## Hình tượng và thuật ngữ
Với sự kết hợp của các yếu tố giải phẫu cơ thể và độ bó của vùng vải đang che chúng nên vùng háng và phần mu trước âm hộ sẽ tạo thành một hình ảnh giống với chân trước của loài lạc đà.
Thuật ngữ này được xuất hiện vào những năm 1990, và lan rộng hơn từ mẩu chuyện Camel Toe Annie của chương trình trò chuyện đêm khuya Late Night with Conan O'Brien, trong đó, một người phụ nữ mặc chiếc quần lót có phần háng phồng lên. Năm 2002, Từ điển Urban (Urban Dictionary) định nghĩa về "Cameltoe" là "crotch cleavage, esp. on a woman. The outer lips of female genitalia visible through tight clothing". Năm 2003, nhóm nhạc hip-hop FannyPack đã phát hành đĩa đơn của họ Cameltoe, trong bài hát họ sử dụng các ca từ "Walking down the street. Something caught my eye. A growing epidemic that really ain't fly. A middle-aged lady. I gotta be blunt. Her spandex biker shorts were creepin' up the front. I could see her uterus, her pants were too tight." với nội dung ám chỉ quần một cô gái quá chật và họ nhìn thấy...

## Nguyên nhân phát sinh
Ngón chân lạc đà thường là kết quả của việc mặc trang phục quá bó sát, ví dụ như quần yoga, xà cạp, quần bó, hoặc quần bơi. Các loại trang phục dễ phát sinh ra hình ảnh này là các kiểu quần háng cao xẻ sâu, chất liệu mỏng và khả năng co giãn cao, khi mặc thì bó sát thân, ép chặt đáy quần và háng, từ đó làm lộ rõ đường chạy dài vùng kín đặc biệt của nữ giới. Ngón chân lạc đà còn phát sinh ở phụ nữ sau khi sinh con hoặc quan hệ quá nhiều, hoặc do thân hình quá mập mạp, và các nguyên nhân này gây ra nhiều phiền toái trong việc mặc trang phục.

## Tác động xã hội

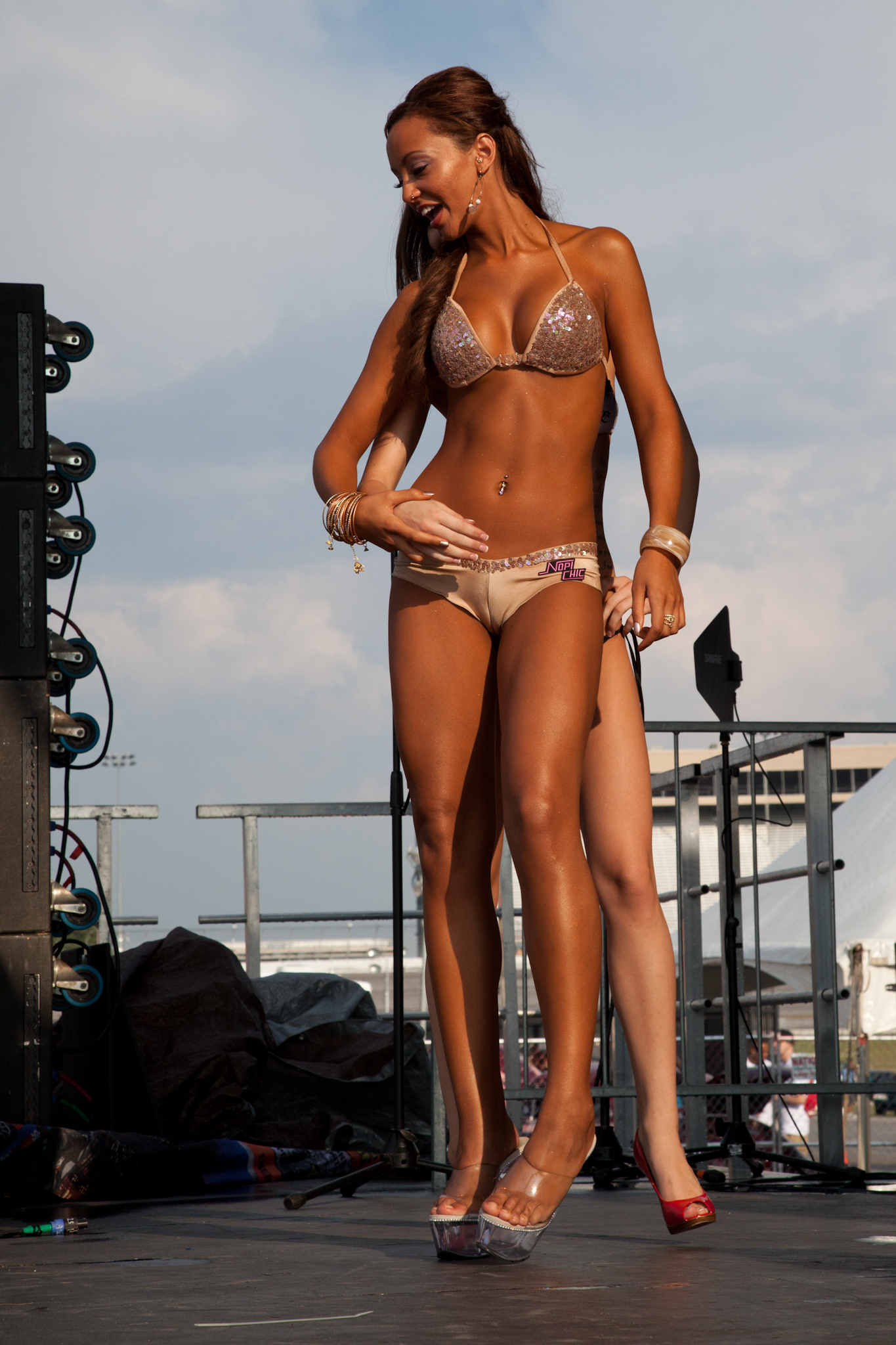

Sự xuất hiện của chúng trên trang phục gây xấu hổ cho phụ nữ khi họ ở nơi công cộng, khiến họ mất tự tin, và được xem là sự cố trang phục. Sự cố trang phục này xảy ra ở nhiều phụ nữ, trong đó là những người nổi tiếng. Các sự cố xảy ra không chỉ nơi công cộng mà còn trên phương tiện truyền hình. Vào năm 2015, người dẫn chương trình truyền hình người Colombia Andrea Serna rời chương trình trong tình trạng mà cô gọi là kinh hoàng sau khi nhấp nháy hình ảnh ngón chân lạc đà của cô trên một chương trình truyền hình nổi tiếng. Trong một gameshow ở Argentina, một đoạn clip trích từ gameshow Combate nổi tiếng cho thấy thí sinh Micaela Viciconte bị lộ ngón chân lạc đà khi tham gia một nhiệm vụ của gameshow trong bộ quần áo bó sát màu xanh lá cây. Hơn ba triệu người đã xem đoạn clip này kể từ khi nó được tải lên YouTube, và cảnh quay được lan truyền trên mạng xã hội. Vào ngày 20 tháng 2 năm 2020, Charlotte Crosby- người dẫn chương trình Just Tattoo Of Us đã dừng lại ở Studio 10 và chụp một bức ảnh chung với Joe Hildebrand, Sarah Harris, Denise Drysdale và Narelda Jacobs và sau đó cho đăng ảnh lên Instagram, chiếc quần trắng cô mặc do lộ rõ ngón chân lạc đà đã gây ra sự cố trang phục nghiêm trọng cho cô.
Ngón chân lạc đà cũng trở thành từ ngữ và hình tượng có tính chất quấy rối gây ra cho nhiều người bao gồm các nữ nghệ sĩ, người mẫu, diễn viên, ca sĩ nổi tiếng. Trang phục xuất hiện ngón chân lạc đà khiến họ trở thành tâm điểm chú ý, chỉ trích và bình luận ác ý. Hàng loạt người nổi tiếng, hầu hết là nữ nghệ sĩ đều trở thành đối tượng săn ảnh, viết bài về chủ đề ngón chân lạc đà, như Miranda Kerr, Kim Kardashian, Denise Richards, Adriana Lima, Nicki Minaj, Mariah Carey, Britney Spears, Lil Kim, Selena Gomez, Adrianne Palicki, Elle Macpherson, Sofia Richie Taylor Swift, Helen Hunt, Kelly Brook, Victoria Justice, Julianne Moore, Rachel Bilson, Abi Titmus, Rebecca Romijn, Geri Halliwell, Christina Milan, Christina Christinaililera, Megan Fox, Lindsay Lohan, Samantha Fox. Ngày 29 tháng 5 năm 2020, cựu vận động viên trượt băng nghệ thuật, diễn viên và nhà bình luận thể thao người Mỹ Tara Lipinski đã từng nói trong một video trên Instagram về vận động viên trượt băng nghệ thuật Olympic 1998 Bradie Tennell rằng: "Nice camel spin into a toe loop" ("lạc đà đẹp với ngón chân quay vòng"), khi cô giới thiệu Tennell, nhưng cô Tennell đã im lặng.
Vào tháng 1 năm 2018, thị trưởng của Thành phố Bắc Vancouver Darrell Mussatto đã có một bình luận được xem là không phù hợp đưa ra trong cuộc họp hội đồng, trong đó ông nói đến ngón chân lạc đà. Theo Rumina Daya báo cáo, thì lời nói đưa ra trong một cuộc thảo luận về làn đường dành cho xe đạp. Cuối cùng ông đã phải tuyên bố xin lỗi.

## Biện pháp khắc phục
Để tránh hình ảnh được xem là khó chịu này thì khi mặc phải lựa chọn quần phù hợp, không nên quá chật, không bó vùng háng, chọn loại quần có lớp lót dày ở đáy quần, mặc đồ lót tương đối dày, chọn quần yoga hoặc legging có độ dày nhất định. Khi mua quần áo thì hãy chọn và thử, chắc chắn không xuất hiện ngón chân lạc đà, chú ý đến độ rộng và co giãn của thun ở eo, nếu quá chật quần có thể dễ tuột khiến phải liên tục kéo chúng lên. Lựa quần có màu tối, nhất là trong trường hợp mồ hôi sau khi tập thể dục làm ướt phần quần có thể khiến lộ rõ nhiều phần dưới quần. Ngoài ra mặc thêm áo khoác.
Nhiều hãng thiết kế thời trang đã cho ra đời các dòng sản phẩm chuyên biệt để che lấp khuyết điểm được xem là đáng xấu hổ này, trong đó có sản phẩm miếng lót quần. Thương hiệu Cuchini của Mỹ đã cho ra đời sản phẩm miếng lót quần của họ. Thương hiệu Lululemon cũng có sản phẩm tương tự, "Miếng lót chống ngón chân lạc đà là một tính năng mới trên quần hiệu All The Right Places của chúng tôi, và đó là thứ mà chúng tôi biết rằng chúng vẫn là một trải nghiệm mà nhiều khách của chúng tôi đã trải qua" - Antonia Iamartino, giám đốc thiết kế của Lululemon cho biết. "Thông qua quá trình phản hồi và thử nghiệm nghiêm ngặt của chúng tôi, chúng tôi đã thay đổi cấu trúc trên các danh mục kiểu dáng và cảm nhận, bao gồm bổ sung một bộ đệm giúp giải quyết ngón chân lạc đà" - Jodie Gear, Tổng Giám đốc Thương mại Lululemon Australia, nói với The Huffington Post Australia. Các thương hiệu Braza Camel-Not, Camel Ammo và Camouflage cũng có sản phẩm này.
Bên cạnh việc tập trung vào thay đổi trang phục ăn mặc để khắc phục, phương pháp phẫu thuật cũng trở thành chọn lựa, ngày càng nhiều phụ nữ đăng ký phẫu thuật tạo hình môi để làm nhỏ kích thước vùng kín của họ, nhất là khi họ mặc quần áo bó sát. Theo Hiệp hội Phẫu thuật Thẩm mỹ Hoa Kỳ (ASAPS) đã có sự gia tăng đáng kinh ngạc số lượng đăng ký lên hơn 48% vào năm 2014 so với năm 2013. Trên Upper East Side of New York, Swift báo cáo một số lượng lớn khách hàng của anh ấy đăng ký bởi muốn trông đẹp hơn khi họ mặc "quần áo thể thao" được làm từ các loại vải giống Lycra bó sát vùng háng. Họ muốn tránh "ngón chân lạc đà" để thoải mái tập thể dục tại các địa điểm tập thể dục hàng đầu như SoulCycle, Barry's Bootcamp và Fhitting Room.
Người dẫn chương trình truyền hình, người mẫu, doanh nhân Mỹ Khloe Kardashian thì cho rằng, theo kinh nghiệm của cô, giảm cân sẽ làm nhỏ dần ngón chân lạc đà.

## Xu hướng tiếp nhận
Theo tờ BUNTE của Đức
Trong khi ngón chân lạc đà là vấn đề trang phục đáng sợ ở nhiều người thì hình ảnh phụ nữ càng phình to chúng càng tốt cùng với xu hướng đồ lót mới nhất liên quan chúng dần được ưa chuộng ở châu Á. Tại Nhật Bản, một công ty đã tung ra thị trường loại quần có miếng lót hình ngón chân lạc đà, được đính chung với quần ở ngay phần mặt trước, sản phẩm này bán rất chạy trên thị trường.
Trong giới showbiz hình ảnh ngón chân lạc đà dần được chấp nhận. Người mẫu Iskra Lawrence đã tự hào khoe ngón chân lạc đà trong chiếc quần legging bó sát trên Instagram. Vũ công Ola Jordan trong một buổi dạ tiệc ở Luân Đôn tươi cười trước ống kính phóng viên trong bộ trang phục hở hang với ngón chân lạc đà. Kim Kardashian đăng ảnh khoe những đường cong cơ thể của cô trong một bộ trang phục màu tím lộ rõ ngón chân lạc đà. Nữ diễn viên người Ghana, Nikki Samonas đã khiến trang Instagram của cô nổi bật và được chú ý rộng rãi với những bức ảnh tự chụp khoe ngón chân lạc đà của cô. Vào ngày 29 tháng 1 năm 2020, Toke Makinwa - nhân viên phát thanh, người dẫn chương trình truyền hình, vlogger, doanh nhân và tác giả phong cách sống người Nigeria đã đăng trên Instagram: "Ngón chân lạc đà của tôi có nhiều người hâm mộ hơn cả tôi", thời điểm đó cô có 3 triệu người theo dõi.
Ngón chân lạc đà cũng được xem là đã sử dụng để thu hút người xem trong các chương trình truyền hình, như dự báo thời tiết, một cách cố ý. Người dẫn chương trình dự báo thời tiết Mexico là Susana Almeida đã xuất hiện trên truyền hình trực tiếp với sự lộ rõ hình ảnh nhạy cảm này.